# Sonam Lamba
Sonam Lamba (sinh ngày 27 tháng 3 năm 1995) là một diễn viên truyền hình kiêm người mẫu ảnh Ấn Độ. Cô được khán giả biết đến với vai diễn Gulli trong cô dâu 8 tuổi  trên kênh Colors TV và Vidya trong bộ phim Âm mưu và tình yêu trên kênh Star Plus. Cô được đề cử cho Giải STAR Parivaar cho Thành viên mới được yêu thích nhất - Nữ.

## Ngoại hình
Sonam có dáng hình mảnh khảnh. Cô có chiều cao 1.63m và nặng 50 kg. Sonam có đôi mắt và mái tóc đen.

## Chương trình truyền hình
2013-2014:Desh Ki Beti Nandini vai Ritu Pandey
2014:Cô dâu 8 tuổi vai Gulli Singh/Gulli Hardik Shekhar
2015:Savdhaan India vai Anjali (tập 1024 ngày 13 tháng 2)
2015-2017:Âm mưu và tình yêu vai Vidya Ahem Modi/Vidya Shravan Suryavanshi